# Bladderswijk
De Bladderswijk is het verbindingskanaal tussen het Oranjekanaal en de Verlengde Hoogeveense Vaart.
In 1853 werd begonnen met het graven van het Oranjekanaal vanuit de Drentse Hoofdvaart, dwars door Drenthe, richting Nieuw Dordrecht. In 1858 kwam dit kanaal gereed en begon de Drentse Veen- en Middenkanaal Maatschappij te Dordrecht de omliggende complexen veen te ontginnen. Daartoe moest een kanaal worden aangelegd vanaf het Oranjekanaal naar de Verlengde Hoogeveense Vaart. Dit kanaal aangelegd onder supervisie van opzichter Bladder, werd de naar hem genoemde Bladderswijk.